# Simsjön, Skövde kommun
Simsjön är en bebyggelse norr och nordväst om sjön Simsjön sydväst om Skövde i Skövde kommun. Från 2015 avgränsade SCB här en småort benämnd Herrekvarn och Simsjön som även omfattade området Herrekvarn öster om sjön ochn. Vid avgränsningen 2020 klassade SCB det som små separerade småorter. 